# Славей (село)
Вижте пояснителната страница за други значения на Славей.
Славей (старо име Александрово, на македонска литературна норма: Славеј) е село в Северна Македония, община Кривогащани.

## География
Селото е равнинно, разположено в областта Пелагония. Намира се на 13 km западно от град Прилеп. Покрай селото минава регионален път R516 Прилеп-Крушево-Сладуево.

## История
Селото е основано в рамките на програмата за сръбска колонизация в Македония от 50 семейства от далматинското село Отишичи.
Църквата в Славей „Свети пророк Илия“ е изградена в 1978 година, а е осветена в 1994 година от митрополит Петър Преспанско-Пелагонийски. Представлява еднокорабна засводена градба.
Според преброяването от 2002 година селото има 388 жители, 381 северномакедонци, 2 сърби и 5 други.